# Tim Kips
Tim Kips (1 november 2000) is een Luxemburgse doelman die sinds 2019 door Excelsior Virton wordt uitgeleend aan F91 Dudelange.

## Clubcarrière
Kips is een jeugdproduct van FC Etzella Ettelbrück. Op 19 maart 2017 maakte hij op zestienjarige leeftijd zijn debuut in het eerste elftal: in de Éirepromotioun kreeg hij een basisplaats tegen Union Mertert-Wasserbillig (3-3). Enkele maanden verliet hij Ettelbrück voor de jeugdopleiding van Eintracht Trier. Daar plukte 1. FC Magdeburg hem een jaar later weg. Kips werd er een vaste waarde bij de U19 en werd op 27 april 2019 voor het eerst in de wedstrijdselectie elftal opgenomen voor de wedstrijd tegen SpVgg Greuther Fürth.
In juni 2019 ondertekende hij een contract voor drie seizoenen bij Excelsior Virton. De club leende hem meteen uit aan zusterclub F91 Dudelange. In het seizoen 2019/20 was Kips vooral doublure van clubicoon Jonathan Joubert, desondanks kwam de tiener speelde dat seizoen in alle competities aan elf officiële wedstrijden. Na afloop van het seizoen maakte Kips op definitieve basis de overstap naar Dudelange en volgde hij er de naar Swift Hesperange vertrokken Joubert op als eerste doelman.
Een jaar na zijn definitieve overgang vertrok Kips alweer bij Dudelange: de doelman tekende in juli 2021 bij de Duitse tweedeklasser FC Erzgebirge Aue. Kips speelde er in zijn debuutseizoen geen enkele officiële wedstrijd: aanvoerder Martin Männel speelde het merendeel van de wedstrijden, en wanneer hij onbeschikbaar was vanwege een coronabesmetting of een blessure nam Philipp Klewin zijn plaats in doel in. Erzgebirge Aue, dat na afloop van het seizoen 2021/22 naar de 3. Liga degradeerde, leende Kips daarop uit aan vierdeklasser Rot-Weiß Koblenz.

## Clubstatistieken
| Seizoen         | Club               | Land               | Competitie           | Competitie | Competitie | Beker | Beker | Europees | Europees | Totaal | Totaal |
| Seizoen         | Club               | Land               | Competitie           | Wed.       | Dlp.       | Wed.  | Dlp.  | Wed.     | Dlp.     | Wed.   | Dlp.   |
| --------------- | ------------------ | ------------------ | -------------------- | ---------- | ---------- | ----- | ----- | -------- | -------- | ------ | ------ |
| 2016/17         | Etzella Ettelbrück | Vlag van Luxemburg | Éirepromotioun       | 1          | 0          | 0     | 0     | —        | —        | 1      | 0      |
| 2018/19         | 1. FC Magdeburg    | Vlag van Duitsland | 2.Bundesliga         | 0          | 0          | 0     | 0     | —        | —        | 0      | 0      |
| 2019/20         | Excelsior Virton   | Vlag van België    | Eerste klasse B      | 0          | 0          | 0     | 0     | —        | —        | 0      | 0      |
| 2019/20         | → F91 Dudelange    | Vlag van Luxemburg | Nationaldivisioun    | 2          | 0          | 3     | 0     | 6        | 0        | 11     | 0      |
| 2020/21         | F91 Dudelange      | Vlag van Luxemburg | Nationaldivisioun    | 23         | 0          | 0     | 0     | —        | —        | 23     | 0      |
| 2021/22         | FC Erzgebirge Aue  | Vlag van Duitsland | 2. Bundesliga        | 0          | 0          | 0     | 0     | —        | —        | 0      | 0      |
| 2022/23         | → Rot-Weiß Koblenz | Vlag van Duitsland | Regionalliga Südwest | 16         | 0          | 0     | 0     | —        | —        | 16     | 0      |
| Carrière totaal | Carrière totaal    | Carrière totaal    | Carrière totaal      | 42         | 0          | 3     | 0     | 6        | 0        | 51     | 0      |

Bijgewerkt op 14 februari 2023.

## Interlandcarrière
Kips werd in september 2018 door bondscoach Luc Holtz voor het eerst opgeroepen voor het Luxemburgs voetbalelftal voor de interlands tegen Moldavië en San Marino in de Nations League. Kips werd zo derde doelman bij Luxemburg na Anthony Moris en Ralph Schon.